# 阿夷里福成宮
阿夷里福成宮，本名福成宮，是一座位在彰化市阿夷里的五府千歲廟。

## 歷史
清治時期，福建省漳浦縣居民攜帶五府千歲香火前往阿夷地區定居。
光緒二十一年（1895年），福成宮開始興建於阿夷庄。
1934年，福成宮所在地區人士劉其山、王自遠、蔡種、蔡知高、蔡海等籌畫改建該廟。
後來，福成宮因經多年風雨侵蝕而逐漸頹壞，且其遭四邊新建住宅包圍而無法擴改建，進而顯得空間不足。1982年，阿夷里里長劉明旗暨信徒劉連炎、王金火、劉俊欲、游錫義、蔣界等發起重建，並在當地群眾支持下成立重建委員會，公推劉俊欲為主任委員，復由林炎輝、蔡溪成規劃設計建築。
1982年農曆三月，福成宮重建工程開始。後來，劉俊欲因個人事務而辭去主任委員職務，重建工程陷入停頓狀態；經阿夷里住民開會決議，陳有川被選為重建委員會主任委員。
1984年，重建初期工程竣工，並於當年農曆四月十五舉行安座大典，同時舉辦民俗才藝表演連續三天。
2011年11月，阿夷里單月內連續17人非正常原因死亡，居民因而委請福成宮的王爺於夜間出巡當地各處，並有80名壯丁背負七星劍、鯊魚劍和月府等「五寶」神器隨行。
2017年7月，福成宮與彰化縣政府文化局一同舉行西秦王爺誕辰祭典等活動；該活動為當年度國際南北管暨傳統戲曲藝術季的一部分。

## 奉祀神尊
- 五府千歲
- 白府千歲
- 李府千歲
- 朱府千歲
- 池府千歲
- 虎爺
- 開基舊大媽
- 開基白府千歲
- 開基朱府千歲
- 開基池府千歲
- 開基李府千歲
- 開基高府千歲
- 文判官
- 武判官
- 清水祖師[1]

## 社團
福成宮設有文館榮樂軒及武館勤習堂。

### 榮樂軒北管劇團
「榮樂軒北管劇團」為阿夷里福成宮駕前子弟社團。該社團曾因王欽、賴木松等資深藝師過世而一度停止運作，後於2010年經行政院文化建設委員會協助輔導而再度恢復傳承。

## 外部連結
- 彰化阿夷庄榮樂軒北管的Facebook專頁